# Hubert Ogunde
 (31 mai 2025).
Hubert Ogunde (né le 31 mai 1916 à Ososa, mort le 4 avril 1990 à Londres) est un dramaturge nigérian considéré comme le père du théâtre moderne au Nigeria.
Il a fondé la première compagnie théâtrale professionnelle contemporaine au Nigeria, l'African Music Research Party, en 1945.

## Hubert Ogunde et le Parti de Recherche en Musique Africaine

### Introduction
Hubert Ogunde s'inspire à la fois du théâtre aláàrìnjó et des danses de l'Egungun, des compositions yoruba récentes de chants d'église, sans oublier l'influence du Théâtre Acrobatique d'Ilorin, pour fonder en 1944 une nouvelle pratique théâtrale en Afrique de l'Ouest.
En 1943, l'Église d'Ebute Metta propose à Hubert Ogunde, ancien professeur et officier de police de présenter un opéra de chants locaux (en langue Yorouba) afin de financer la construction d'une nouvelle église. Le 10 juin 1944 a lieu la représentation de l'Opéra Le Jardin d'Éden et Le Trône d'Or au Glover Memorial Hall à Lagos. Ce travail dirigé par Hubert Ogunde fonde sa recherche d'une nouvelle forme théâtrale et musicale yorouba.
Elle respecte la structure traditionnelle du programme des danses Egungun et du théâtre aláàrìnjó qui commencent par un chœur d'ouverture (chant à l'unisson), hommage à la lignée des ancêtres et aux dieux tutélaires, suivi de la narration dansée et chantée (sans dialogues), et clos par un chant unique, suivi d'une danse collective pendant laquelle les spectateurs sont libres de partir ou de rester.
Sa forme s'inspire, dans ses premiers travaux, des opéras en langue locale commandés par les Églises chrétiennes de Lagos.
L'originalité d'Ogunde est d'associer à un travail formel de commande, une recherche sur l'utilisation des chants traditionnels dans le contexte du hall de concert. D'une part il bouscule la tentation presque inévitable d'imiter, en les traduisant en langue Yorouba, les airs classiques européens, en proposant de puiser dans le fond culturel africain. D'autre part il ignore, au nom de ses commanditaires, les puissants interdits culturels africains, les tabous polythéistes puisqu'il est un artiste chrétien, et les habitudes du théâtre de plein air, aristocratique et cérémonial, fondé sur le principe de festival et non sur celui de représentation.
Sa rupture formelle avec le théâtre aláàrìnjó et les festivals traditionnels consiste à abandonner les masques, à découvrir les acteurs, à jouer à l'intérieur d'un bâtiment sur une scène en proscenium, à utiliser les apparitions et les disparitions que le fond de scène permet, les lumières, à utiliser le rideau de scène (mais uniquement pour les transitions entre les scènes) afin de laisser le loisir aux spectateurs de les commenter. Ainsi tout en gardant un programme familier au public, Hubert Ogunde rend la représentation à la fois plus visible et plus compréhensible aux spectateurs, rompant avec l'aspect distant et secret (bien que d'apparence plus festive) des formes traditionnelles. De plus la publicité de ce théâtre est écrite, sous la forme de posters et d'articles de presse, la représentation est payante, ce qui rompt totalement avec l'esprit de confrérie secrète et d'interdictions (comme l'interdiction des femmes pour les danses Egungun) et d'initiations. La troupe elle-même n'est pas constituée d'apprentis ou d'initiés, mais d'acteurs, de musiciens de danseurs et d'acrobates, d'abord amateurs puis professionnels. Le patronage de l'Église et du public et non plus celui de cours princières est un changement important compte tenu du poids politique des Obas (rois locaux), de leur pouvoir personnel et de leur orthodoxie formelle.

### Histoire et œuvres

#### Importance de la culture locale
Le Jardin d'Éden rencontre un énorme succès, le fait d'ajouter à un travail de chant une action dramatique et un certain réalisme (le pantalon d'Adam est peint en noir ce qui donne l'impression qu'il est entièrement nu) est novateur et tranche avec le style de l'Opéra de chants locaux qui consistait en une espèce d'Oratorio sur fond d'orgue et de tambours. Ogunde a trouvé une forme à la fois originale et populaire, la population de Lagos recherchant alors ce compromis entre les formes de représentations urbaines, mais européo-centristes, et les festivals de campagne traditionnels mal adaptés au nouveau mode de vie urbain et souvent confus, mais proches et intelligibles.
Cet Opéra de source biblique est suivi d'Africa and God (L'Afrique et Dieu) qui rend hommage à l'œuvre des missionnaires européens. Pour ces deux premiers opéras, Ogunde a travaillé avec le chœur de l'Église, ces travaux restent de l'ordre de la commande et du didactique religieux. Pour les spectacles suivant, Israël en Égypte (1945), Na buchadnezzar's Reign ans Belshazzaers' Feast or two impious reign (le Règne de Nabuchodonosor et le Festin de Belshazzar ou deux règnes impies), il fonde le Parti de Recherche de Musique Africaine (African Music Research Party) dont le but est « d'aller en profondeur dans la musique africaine et la danse afin de préserver et de développer ce qui a été une source de joie et d'amusement pour nos ancêtres ». Kuyinu en est le codirecteur. Les recettes des productions financées par les Églises sont versées au Parti.
Ce qui est caractéristique de ces premiers spectacles est l'intention de policer, de rendre présentable les traditions africaines. En réaction avec l'image des Africains primitifs et sans pudeur diffusé par les Européens, Ogunde veut à la fois mettre en valeur sur la scène le riche héritage des cultures yorouba et en donner une image digne et acceptable. Il montre les visages et recouvre les poitrines, il compose des chants chrétiens sur des mélodies et des rythmes traditionnels, légitimant ainsi la danse, la musique par la religion chrétienne (porteuse selon lui de civilisation). De même le choix d'annoncer les titres des spectacles en anglais et de les présenter dans le même bâtiment que celui où les colons présentent les œuvres de Mozart, prend en compte l'éveil du sentiment national africain, les doutes et les ignorances du public. Ces efforts sont appréciés par le public et par les représentants de la presse des partis nationalistes nigérians.
Avec la pièce suivante, King Salomon (Le Roi Salomon), Ogunde s'est essentiellement consacré à sa recherche sur les airs traditionnels Yoruba d'Abeokuta, d'Ibeju, Oyo, Ilorin, Île-Ife, etc. Il est cependant critiqué (Ogunsheye, Daily Service, 18 juin 1945) pour les clichés dans les choix de costumes, ainsi les Égyptiennes sont en costumes hawaïens, etc. Ogunde s'adresse à un public qui ne connaît pas encore les universités africaines et dont la culture extérieure est celle qui est diffusée par les cinémas coloniaux et les missionnaires. Mais en abordant la question de la forme, Ogunsheye encourage Ogunde à poursuivre un travail de plus en plus soucieux de dramaturgie, de plus en plus ambitieux vis-à-vis de son public.
Par ailleurs, il fait face à de nombreux problèmes pour trouver des actrices. En effet, à cause de la stigmatisation attachée au métier d'acteur, ses actrices finissaient toutes par renoncer à leur métier, surtout après être mariées. Ogunde trouva alors la parade à ces résistances culturelles : il se maria virtuellement avec toutes ses actrices. Ceci stabilisa sa troupe et même fit que le nombre d'actrices était trop important, au point que certaines devaient jouer des rôles d'homme.

#### Une orientation politique
Le spectacle qui suit le Roi Salomon marque un tournant, car Ogunde s'attaque à un travail en prise avec la société coloniale. Worse than Crime (Pire que le crime) est un spectacle qui dénonce l'esclavagisme et par extension le colonialisme. La mise en scène de femmes enceintes mises en vente, de vieux esclaves ainsi que des marins et d'hommes blancs (esclavagistes et anti-esclavagistes)  dénonce, tout en distrayant par des danses, des chants et des acrobaties. Selon le Daily Service ce spectacle provoque hilarité et engouement dans le public. Les musiques, les costumes et les décors rappellent les festivals nocturnes traditionnels, qui impressionnent tout en réconciliant le public avec sa culture. Est-ce un spectacle à message? Il y est dit que l'homme blanc a pris le peuple africain : « Qui est noir de couleur / Portait des perles au cou » : « Ils sont venus pour les prendre / Ils ont fait d'eux les esclaves du monde » tout en rendant hommage aux combats des Européens anti-esclavagisme. La dramaturgie est plus didactique que de combat, elle est jugée pourtant assez dangereuse pour que le spectacle soit interdit à Jos où Ogunde et Kuyinu ont à subir deux nuits d'emprisonnement et un procès.
Worse than Crime (1945) peut être considérée comme un des premiers spectacles politiques en Afrique, par le soutien de la presse indépendantiste au cours de l'affaire de Jos. Il inaugure une histoire longue et mouvementée du spectacle dissident d'Afrique de l'Ouest, et plus particulièrement du Nigeria jusqu'à Wole Soyinka, prix Nobel de littérature. À noter déjà que l'interdiction est mise au compte, selon les autorités coloniales, d'un conflit ethnique entre une population du Nord (Jos) qui ne voudraient pas recevoir l'enseignement de gens du Sud (Lagos) au point de perturber violemment une représentation. La police coloniale, loin de s'en prendre aux émeutiers, s'en prend à ceux qui inspirent ces émeutes, c’est-à-dire aux artistes eux-mêmes.
Après Worse than Crime, Ogunde entreprend une série de spectacles inspirés de la littérature orale d'Afrique de l'Ouest.
Le Parti de Recherche Musicale Africaine travaille en parallèle avec le Groupe Culturel Yorouba (Yorouba Cultural Group) pour réaffirmer la conscience culturelle yorouba en milieu urbain. Le spectacle Journey to Heaven mêle les images chrétiennes au mythes yorouba. Deux sœurs jumelles ont des vies opposées, l'une est simple et honnête, l'autre dissolue, et se retrouvent au ciel. La gémellité et la prédestination sont des constantes des récits yorouba. Toujours en 1945, The Black Forest (la Forêt Noire) rappelle les contes de Tutuola (the Palwine Drinkard, Life in the Bush of Ghosts) écrits plus de 15 ans plus tard. Ugunmola sera aussi de la même inspiration. Ogunde et Kuyinu ont pour intention dans ces spectacles de « mettre en lumière les croyances populaires, en les poliçant (in a refined way) » (témoignage oral de G.B. Kuyinu recueilli par Ebun Clark pour sa thèse en 1974), à destination du public Yorouba comme aux occidentaux qui viendraient se faire une image de l'Afrique par ce spectacle. Dans les années 1960, Duro Lapido reprendra cette défense des traditions africaines tout en imposant un programme à l'européenne (baisser de rideau et saluts en fin de spectacles).
The Black Forest est le dernier spectacle créé avec Kuyinu, obligé par sa famille d'abandonner la scène et de reprendre son travail de fonctionnaire à Warri.
Strike and Hunger est ainsi le premier opéra produit par Ogunde seul. Il s'inspire directement d'une grève de fin juin 1945 qui a duré 44 jours. Elle a fait plier le pouvoir colonial qui a dû réviser sa politique économique. Cette grève a eu un grand retentissement dans l'Empire britannique, une grève de soutien a eu lieu en Jamaïque.
D'au-delà de la mer, Yejide est venu supplanter le roi local. Il exploite la population, l'affame et lui demande de racheter à des prix exorbitants ses propres productions que tous auront préalablement dû déposer au palais. Puis le peuple décide d'arrêter de labourer et force le roi à augmenter les salaires.
Strike and Hunger est une des premières pièces auto-financée par les recettes d'exploitation.

#### Une troupe professionnelle
Le 14 décembre 1945 Ogunde fait publier une annonce : « le Parti de Recherche de Musique Africaine cherche 30 charmantes jeunes filles pour les employer comme actrices rémunérées ». Il ne reçoit aucune réponse tant la notion d'acteur renvoie toujours aux mendiants, aux aláàrìnjó. En renouvelant l'annonce cette fois pour la recherche de ladies clerk (employées d'offices religieux), il peut commencer à former sa troupe professionnelle.
En 1946, il crée Tiger's Empire, Darkness and Light, Mr Devil's Money (Ayindé), Herbert Macaulay.
Tiger's Empire est une nouvelle attaque du pouvoir colonial (les hommes blancs sont venus afin « de revendiquer les terres pour devenir gras », Mr Devil's Money a été décrit par le Major Anthony Syer dans le Daily Service comme une production dont la haute qualité d'organisation (d'un ordre impeccable)  "the high standard  of discipline"  fait penser à une production d'un théâtre de Londres, la précision du rythme des tambours et des battements de mains suppléant largement à la musique symphonique.
Herbert Macaulay est une pièce historique retraçant la vie du père de l'indépendance nigériane mort en mai 1946. Cette pièce est jouée le 8 juillet 1946 et le 13 août à la fin de la première tournée (d'une semaine) de la troupe à Ilaro, Abeokuta, Ibadan, Ibeju-Ode, Ososa et Shagamu.
Suit Human Parasites (Parasites humains), qui est une des premières comédies de mœurs africaines. Elle se moque des excès d'une pratique yorouba (Aso Ebi) qui veut qu'à un mariage ou un enterrement le maximum de femmes s'habillent comme la mariée ou la veuve.
Fin septembre, Ogunde entame une seconde tournée où il subit sa première interdiction à Jos pour la pièce Strike and Hunger. Il est accusé de vouloir « Éduquer les nordistes aux politiques de Lagos ».
L'Empire britannique entretient en effet une sorte d'inculture dans le nord, en y limitant les écoles et les moyens d'information, en renforçant les modèles traditionnels d'enseignements (familiaux et religieux), etc.
Le Parti de Recherche de Musique Africaine  est activement soutenu par la presse nationaliste, par l'Église et le public ce qui lui permet d'affronter les pressions du pouvoir colonial (qui restent limitées peut-être à cause de la langue yorouba qui est inaccessible à la plupart des Européens), et qui rend viable économiquement son projet. Ce parti revendique un théâtre populaire, chrétien et proche des milieux intellectuels nationalistes et anti-coloniaux mais qui garde cet esprit de recherche, fortement musical, didactique tout en étant de plus en plus le théâtre d'un auteur libre, satirique et contestataire.
Ogunde participe à un mouvement plus large de glorification de la culture africaine, avec Layeni, Adunni Oluwole (première femme metteur en scène, qui mettra en garde contre la corruption des futurs dirigeants africains), et Kola Ogunmola. En 1954, elle ferme son groupe théâtral pour former le Commoners' Liberal Party en faveur des ouvriers et en 1956 et rejette l'appel à l'indépendance (elle meurt l'année suivante du tétanos).

#### Apprentissage à l'étranger
Le 3 juillet 1947, Ogunde prend l'avion pour Londres avec Clementina Ugunbule (la première femme d'Ogunde connue dans les années 1960 en tant que Mama Eko) dans un souci d'apprendre les différentes techniques de théâtre.
Ce départ est l'aboutissement d'un effort entrepris dès 1945 où il avait fait un appel à donation pour permettre aux membres du Parti de recherche en musique africaine d'obtenir des bourses de formation aux techniques cinématographiques et théâtrales aux États-Unis afin :
- « d'étudier et de faire des recherches dans les arts de la musique et de la danse africaine, en les améliorant ;
- d'entrer en contact avec les pays civilisés du monde pour nous donner accès à un très haut niveau technique dans notre art dramatique en Afrique de l'Ouest ;
- d'établir des théâtres publics dans les villes importantes d'Afrique de l'Ouest, où la façon de vivre et les capacités des Africains seraient interprétés de façon adéquates par les divertissements, les opéras, le cinéma et les spectacles musicaux.

Cela afin que l'Afrique de l'Ouest acquière sa juste place dans le concert des nations (Commonwealth of Nations). »
En 1947, Ogunde obtient donc grâce à la pression de la presse indépendantiste et son insistance personnelle un visa dans l'intention d'étudier au Guidhall School of Music and Drama, et à la Central School of Speech and Drama à Londres. Mais retenu trop longtemps à Lagos sous prétexte qu'il dépeint les Africains de façon trop positive et que ses pièces ont des accents indépendantistes, il ne peut plus que partir visiter les principaux théâtres de Londres, ce qu'il n'arrivera que partiellement à faire. Cependant il revient à Lagos avec 2000 livres d'équipements théâtraux.
Son voyage lui a permis par ailleurs de rencontrer Bobby Benson, qui deviendra un temps son rival et qui va influencer son théâtre. Il compte dès son retour introduire les claquettes et la valse dans les danses Batakoto et Epa. Dans sa nouvelle pièce Towards Liberty (1947) il s'annonce en faveur de l'indépendance, il change le nom de son Parti par celui d'Ogunde Theatre Party (le parti de théâtre d'Ogunde), renforçant l'aspect personnel de son œuvre. En 1948, il crée Yours Forever, et entreprend une tournée au Ghana qui s'avère catastrophique.

#### Théâtre et musique
Il crée alors un spectacle qui amorce un nouveau tournant dans l'histoire de son théâtre : afin de conquérir le public ghanéen, il crée un programme de variétés avec saxophones et trompettes : Swing the Jazz (1947), et repart en tournée au Ghana où il remporte un vif succès. Par ce compromis, Ogunde associe son œuvre à ce qu'on appelle le « Concert Party », show musicaux de variété jazz et d'improvisations comiques qui deviennent très populaires dans les années 1950 en Afrique de l'Ouest. Les précurseurs de ce style sont Ishmael Johnson (Bob Johnson), Charles B. Hutton et J. B. Ansah qui ont fondé en 1930 la compagnie « The Two Bobs ». Ils s'inspirent de la culture des écoles de l'Empire britannique, des chants populaires anglais (Lawrence Wright'Album), du one man show de Teacher Yalley (très populaire au Ghana des années 1920), et des films de Charlie Chaplin. Ils inventent ainsi le style du théâtre-concert qui mêle chants et danses en langage local (Fante), avec des maquillages et des costumes grotesques (à la Chaplin, et Al-Jolson).
Swing the Jazz se rapproche de ce style, sans son aspect grotesque, et chanté en anglais. L'histoire narrée dans le spectacle est une histoire de mœurs, les amis d'un marié cherchant à ruiner son mariage par jalousie et médisance, sous la forme d'une leçon morale légère. Ogunde reprend des mélodies de jazz américaines comme « London Calypso », ou « Chattanooga Choo choo ». Cette évolution vers une forme légère et facile reste d'abord dans le cadre de cette tournée hors pays yorouba, mais à Lagos, à partir de 1948, la Benson's Modern Theatrical Troupe entraîne le public Yorouba au goût des variétés, du music-hall africain. Ogunde est concurrencé par cette nouvelle forme de théâtre et mûr de son expérience ghanéenne, il transforme sa proposition artistique, incorpore des instruments de jazz et s'essaye aux dialogues improvisés. Bread an Bullet (1950), en racontant le massacre d'ouvriers en grève par la police coloniale, donne à ce style une dimension politique. Princess Jaja (1953), oriente Ogunde résolument vers une forme de théâtre improvisé.
Highway Eagle alterne scènes improvisées (dont Ogunde n'écrit que la trame) et chants yorouba. Le thème est celui de la vie et de la condamnation d'un brigand populaire. Il fait des reprises de ses anciennes productions dans le nouveau style, incorporant par exemple dans The Devil's Money des airs de Boogie Woogie !
Après l'indépendance du Nigeria acquise en 1960, Ogunde va transformer à nouveau son théâtre. Il adopte les titres en yorouba, et fonde un théâtre contemporain original et une dramaturgie indépendante. Constatant la division de l'« Action Group », parti majoritaire dans la région Ouest, il écrit une chanson pour l'unité du parti, et présente en 1965 Yoruba Ronu (Yoruba pense) dans lequel il abandonne les divertissements jazzis. Il part d'un fait politique du XIXe siècle, une trahison qui affaiblit l'unité du peuple Yorouba face aux Nordistes. Le spectacle est présenté à l'inauguration de l'Egbe Omo Olofin à Ibadan devant les autorités régionales. Or son représentant, le Chef Akintola se reconnaît dans le personnage du traître, quitte la salle, et va interdire toutes représentations dans la région de la troupe d'Ogunde. Son groupe est déclaré illégal et « dangereux pour le bon gouvernement de la région Ouest ». Ogunde répond à ce bannissement par le spectacle Otito Koro (1964) (La Vérité est Meilleure) avec une ouverture en faveur de l'entière liberté d'expression (nous avons promis à Dieu/ de dire la vérité même si elle est aigre… Vous êtes devenus comme le Rhino/ qui marche seulement dans le la nuit sombre, etc.). Suivent Awo Mimo, Aropin N't'enia.

#### Évolutions politiques
Le premier coup d'État militaire du 15 janvier 1966, redonne le droit à Ogunde de faire tourner ses spectacles dans la région Ouest. Pour participer à l'expo'67 de Montréal, Ogunde fonde la Compagnie de Danse Ogunde (1966), qui proposera deux spectacles de danse : Oh Ogunde! (Londres - 1969) et Nigeria (Glover Hall – 1977)
Ogunde créé par la suite Ire Olokun (1968), Mama Eko (1968), Oba'nta (1969), Ewe Nla (1970), Iwa Gbemi (1970), Ayanmo (1970), Onimoto (1971), K'ehin Sokun (1971), Aiye (1972).
Ogunde se permet des adresses directes au public, relancées par des chœurs féminins. Aux sketches comiques improvisés succèdent des chants et des danses. Les personnalités d'Ogunde et de Madame (Mama Eko) sont de plus en plus centrales et leur présence est l'occasion d'un quasi culte. Son théâtre atteint néanmoins une certaine maturité, sinon un certain classicisme : l'écriture est plus construite, Onimoto est ainsi découpée en 4 actes dont le premier contient 4 scènes longues, le deuxième acte 7 scènes longues, le troisième en à 4, et le dernier en contient 2. On peut rapprocher l'intrigue de cette pièce d'une étude d'un fait divers, en prenant en compte qu'un fait divers à Lagos contient souvent une histoire magique, des dieux et des sortilèges qui font que le réalisme apparent se retrouve sans cesse basculé dans un univers étrange et surprenant. Ogunde n'écarte pas non plus de son œuvre la liberté de ton et de forme des débuts, les dialogues succèdent aux chants, les chœurs restent présents tout au long des spectacles, et l'humour, la dérision et la critique sociale préservent ces spectacles de toute facilité.
De 1974 à 1977, les productions d'Ogunde sont Ekun Oniwogbe (1974), Ewo Gbeja (1975), Muritala Mohammed (1976), Oree Niwon (1976), Igba t'o dé (1977), Orisa N'la (1977) au National Theatre à Lagos.

### Bilan
Hubert Ogunde est manifestement un inventeur, avec Kuyinu il a accompagné ses premières créations d'un travail de recherche original et productif. C'est en puisant dans le fond culturel vivant de sa région qu'il a su captiver un public en devenir et imposer un style original. Cette démarche a été celle des ethnologues européens, elle est ici celle d'un artiste.
Tout d'abord Ogunde police ces coutumes et ces chants en les croisant avec l'héritage chrétien et la forme de l'opéra européen, au même moment où les ethnologues renforcent les racines « sauvages » des traditions autochtones. C'est oublier que l'Afrique de l'Ouest c'est aussi des Empires et des villes, et que s'il y a autant de villages qu'il y en a eu en Europe, cela n'a jamais empêché l'éclosion de centres culturels majeurs comme Ife, Oyo et récemment Lagos. Ogunde est conscient qu'un public nouveau est en train de naître dans la capitale d'un Nigeria qui sera longtemps la nation la plus dynamique par sa richesse et le nombre de sa population en Afrique de l'Ouest. De fait, avec l'indépendance, tout portait à croire que Lagos serait la métropole la plus influente de la région, bien devant Dakar ou Abidjan.
En participant à l'éclosion d'une nouvelle nation indépendante, Ogunde est resté le garant d'un art original, indépendant et populaire. Comment cette énergie n'a-t-elle pu sauver le Nigeria de la catastrophe qui l'attendait? Comment tout ce qui a été construit et inventé par Ogunde et ceux qui l'ont suivi, Layeni, Adunni Oluwole, Kola Ogunmola, Duro Lapido, Moses Olaiya, comment tout cela, cette force et cette vitalité de la création théâtrale d'Afrique de l'Ouest a-t-elle été réduite à un théâtre au mieux d'exportation, au pire de misère financière. Car selon les témoignages des metteurs en scène nigérians d'aujourd'hui, mis à part le succès international de Wole Soyinka, la création originale d'Afrique de l'Ouest est dans une situation grave. Selon Wole Oguntoku, les lieux de créations qui ont été le prestige de la culture des nouvelles nations africaines comme le Glover  Hall, le National Theatre ou le Théâtre de l'Université de Lagos sont dans un état catastrophique ou en voie de privatisation commerciale.

## Iconographie (masques egungun)
- http://www.authenticafrica.com/olyoregmas.html
- http://www.egbaegbado.org/egba14.htm
- http://news.bbc.co.uk/1/hi/world/africa/1567074.stm
- http://www.douglasyaney.com/y2872-2main.htm
- http://www.dailytimesofnigeria.com/SundayTimes/2003/JULY/20/Thegovernment.asp